# Schaffhouse-sur-Zorn
Schaffhouse-sur-Zorn is een plaats en voormalige gemeente in het Franse departement Bas-Rhin in de regio Grand Est en telt 349 inwoners (1999).

## Geschiedenis
De plaats maakt deel uit van het kanton Bouxwiller in het arrondissement Saverne. Tot 1 januari 2015 was het deel van het kanton Hochfelden in het arrondissement Strasbourg-Campagne, die op die dag beide werden opgeheven. Op 1 januari 2017 ging de gemeente op in de aangrenzende gemeente Hochfelden.

## Geografie
De oppervlakte van Schaffhouse-sur-Zorn bedraagt 3,7 km², de bevolkingsdichtheid is 94,3 inwoners per km².
De onderstaande kaart toont de ligging van Schaffhouse-sur-Zorn met de belangrijkste infrastructuur en aangrenzende gemeenten.

## Demografie
Onderstaande figuur toont het verloop van het inwonertal (bron: INSEE-tellingen).